# Osvícení (kniha)
Osvícení (anglicky The Shining) je kniha amerického spisovatele Stephena Kinga z roku 1977. Obsadila 4. místo v kategorii „Best Fantasy Novel“ literární ceny Locus za rok 1977.
Do češtiny byla přeložena poprvé roku 1993 Ivanem Němečkem a vydána nakladatelstvím Laser v Plzni.

## Děj
Bývalý alkoholik a profesor přípravky na univerzitu ve Stovingtonu Jack Torrance díky své výbušné povaze napadne studenta George Hatfielda a dostane výpověď. Jeho kamarád a bývalý pijan mu pomůže získat místo zimního správce hotelu Overlook v Coloradu. Chce se tam nastěhovat se svou ženou Wendy a pětiletým synem Dannym. Danny má neviditelného kamaráda Tonyho, který mu ukazuje budoucí události. Danny tuší o hotelu něco zlého. Je osvícený, v hotelu pozná kuchaře Dicka Halloranna, který je na tom podobně, ale je jen slabě osvícený. Ten ví, že v hotelu se stalo moc špatností a chce Dannyho odtud odvést, než hotel na zimu zapadne sněhem až do jara.
V hotelu je starý kotel, který se musí pravidelně kontrolovat, aby nevybouchnul. Jack ve vzteku a opilý zlomil Dannymu ruku. Danny ví, co si lidé myslí. Jack s Alem Shockleym, oba opilí, přejeli kolo v noci, byli v šoku, že někoho mohli zabít a oba přestali pít. Dick řekne Dannymu, že ho může telepaticky zavolat, kdyby se něco dělo. Při prohlídce hotelu uvidí Danny v prezidentském apartmá krev a kousky mozku na zdi. Dick ho varuje, aby nechodil do pokoje 217.
Jack Torrance vyrůstal v rodině se sadistickým otcem. Wendy měla blízký vztah s otcem, matka ji nenáviděla a stále ji poučovala. Jack nyní píše divadelní hru.
Při opravě střechy zneškodní vosí hnízdo a dá ho Dannymu, v noci ho roj vos napadne. Danny se učí číst, provází ho děsivé sny. Jack najde nastražený sešit s výstřižky o hotelu a začíná se zajímat o jeho historii. Jeden čas ho měla ve vlastnictví mafie, která se zde postřílela.
Jack stále myslí na alkohol, je nervozní, má stejné zvyky, jako když pil. U dětského hřiště jsou z keřů vystříhaná zvířata, Jack je stříhá, myslí, že se hýbaly. Danny je přitahován pokojem 217, kde spáchala sebevraždu ve vaně známá herečka. Ta se ho pokusí uškrtit. Jack rozbil satelitní vysílačku a telefon nefunguje. Wendy si myslí, že se Dannyho pokusil uškrtit Jack, ten má halucinace o alkoholu a hotelovém baru. Hotel se snaží ovládnout Jacka, aby zde zůstal a sloužil mu a Jack na jeho pokyn rozbíjí motorové sáně, které představovaly poslední spojení s civilizací.
Dannyho napadla vystříhaná zvířata. V noci hotel ožívá, pořádá se zde večírek. Danny se velmi bojí a tak zavolá Dicka, který se k nim snaží dostat co nejrychleji. Jack má halucinace o večírku mafiánů. Jack napadne Wendy, ta ho omráčí a zamkne ve spíži. Hotel otevřel Jackovi spižírnu za slib, že dostane Dannyho. Propuká sněhová bouře a komplikuje Hallorannovi cestu do odlehlého hotelu. Jack mlátí Wendy palicí na rocque. Halloranna napadnou keřová zvířata, on je upálí. Příjezd Halloranna vyruší Jacka a zachrání Wendy. Jack napadne i Dicka. Danny vyláká Jacka na půdu, Jack zapomněl na tu nejdůležitější věc - upouštění kotle. Danny, Dick a Wendy utečou, zatímco hotel začne hořet a exploduje.

## Filmová zpracování
- Na motivy knihy byl natočen film Osvícení s premiérou v roce 1980.[2]
- V roce 1997 měl premiéru čtyřdílný film Stephen King's The Shining, rovněž natočený na motivy knihy.[3]